# 위키백과의 검열

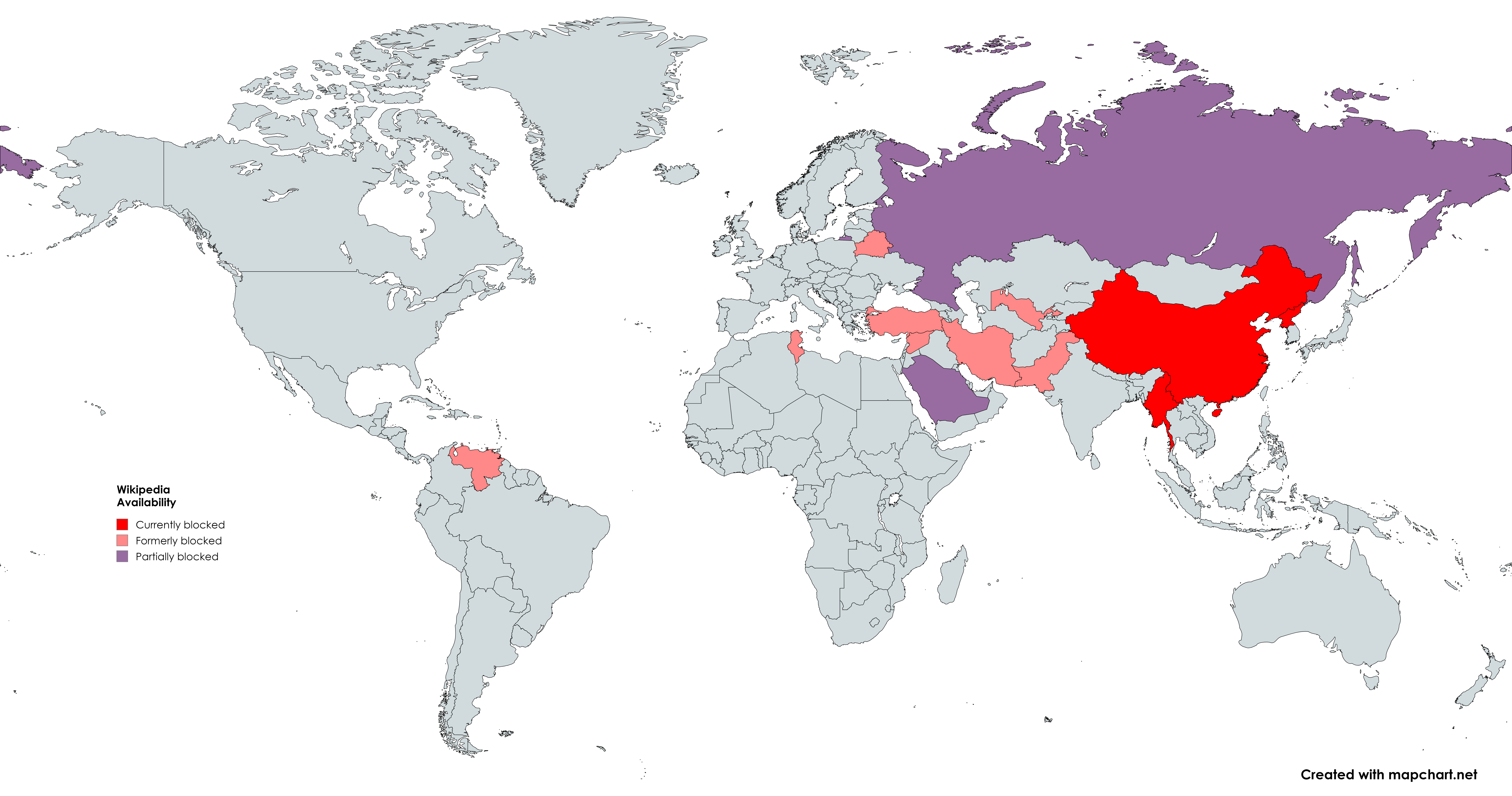
2024년 8월 기준 위키백과 이용 가능 여부:
현재 차단됨
과거에 차단된 적이 있음
부분 차단됨
차단되지 않음

위키백과의 검열은 중화인민공화국, 프랑스, 독일, 이란, 파키스탄, 러시아, 사우디아라비아, 시리아, 태국, 튀니지, 튀르키예, 영국, 우즈베키스탄 및 베네수엘라를 포함한 여러 국가에서 발생했다. 위키백과의 콘텐츠를 포함한 인터넷 검열의 예도 존재한다. 그 밖에 공격적인 것으로 간주되는 특정 콘텐츠를 막는 조치도 존재한다. 각기 다른 차단이 수일에서 수년에 걸쳐서 이루어진다. 위키백과가 HTTP 프로토콜로 운영되었을 때 정부들은 특정 문서들을 차단할 수 있었다. 그러나 2011년 위키백과가 HTTPS로도 운영을 시작하고 2015년 HTTPS로 완전히 전환하였다. 그 뒤로 유일한 검열 옵션은 특정 언어의 모든 사이트를 차단하는 것이었다. 위키백과는 2019년 4월 23일 이후부터 중화인민공화국에서 차단된 상태이다.

## 같이 보기
- 인터넷 검열
- 위키백과 편집으로 인해 투옥된 인물 목록